# Brandon Pirri
Brandon Pirri, född 10 april 1991, är en kanadensisk professionell ishockeyspelare som är kontrakterad till NHL-laget Chicago Blackhawks.
Han har tidigare spelat på NHL-nivå för New York Rangers, Anaheim Ducks, Florida Panthers och Chicago Blackhawks och på lägre nivåer för Rockford IceHogs i AHL, RPI Engineers i NCAA samt Georgetown Raiders och Streetsville Derbys i OJHL. Under säsongen 2019/20 var han kontrakterad till Vegas Golden Knights men spelade främst i deras farmarlag Chicago Wolves i AHL.
Han draftades i andra rundan i 2009 års draft av Chicago Blackhawks som 59:e spelare totalt.
Den 28 september 2020 trejdades Pirri tillbaka till Chicago Blackhawks, laget som draftat honom, i utbyte mot Dylan Sikura.